# Bojan Westin
Bojan Viola Vestin (født 5. september 1926, død 4. oktober 2013), bedre kendt som Bojan Westin, var en svensk skuespillerinde, der optrådte i mere end 30 film og tv-serier mellem 1941 og 2011. Hun var mor til skuespillerinden Suzanne Reuter (født 1952).

## Udvalgt filmografi
- Tykke Thor som spøgelse (1941, ukrediteret)
- Veritas forhekser byen (1941, ukrediteret)
- Bag skyen er himlen blå (1944)
- Den trætte Theodor (1945)
- Den kloge kone (1946, ukrediteret)
- Jens Månsson i Amerika (1947)
- Flådens glade gutter (1948)
- Hemmeligheden under jorden (1991)
- Agnes Cecilia (1991, ukrediteret)
- Allis med is (tv-serie, 1993)
- Rederiet (tv-serie, 1995-1996)
- Ugifte par (1997)
- Lev livet (2001)
- Le (kortfilm, 2005)
- Koffein (kortfilm, 2006)
- Vores venners liv (tv-serie, 2010)
- Dronningeofret (tv-serie, 2010-2011)